# Reformationen på Island
Reformationen på Island var en process genom vilken Island bröt med katolska kyrkan och genomförde den protestantiska reformationen.
Vid denna tidpunkt tillhörde Island Danmark, och reformationen genomfördes på order av kung Kristian III av Danmark mot den isländska majoritetens vilja. År 1538 nådde nyheten om reformationen i Danmark-Norge Island. 
År 1539 sände kungen en ny guvernör till Island med bemyndigande att genomföra reformationen. Islands båda katolska biskopar, Ögmundur Pálsson av Skálholt och Jón Arason av Hólar, motsatte sig båda reformen. År 1541 tillfångatogs Ögmundur Pálsson och reformationen genomfördes i hans halva av Island. 
År 1550 gjorde Jón Arason av Hólar och hans söner öppet uppror, och deras avrättning innebar reformationens slutliga införande på Island. 